# Faverges-Seythenex
Faverges-Seythenex község Franciaország Auvergne-Rhône-Alpes régiójában, Haute-Savoie megyében. Új községként 2016. január 1-jén jött létre Faverges és Seythenex község egyesítésével. A korábbi községek egyesülésekor az új község lélekszáma 7844 fő volt. Lakosainak száma 7540 fő (2022. január 1.).

## Népesség
| Lakosok száma | 7606 | 7608 | 7609 | 7591 | 7581 | 7540 |
|               | 2017 | 2018 | 2019 | 2020 | 2021 | 2022 |